# Babsk
Babsk è una frazione polacca del voivodato di Łódź, appartenente al distretto di Rawa Mazowiecka e frazione del comune di Biała Rawska.
Babsk venne fondata attorno al XIV secolo; il suo abitato è situato al centro di un fiume e si trova fra Rawa Mazowiecka e Mszczonów, a circa 70 km a sud-ovest di Varsavia. Sorge sulla strada statale 8 polacca, parte della E67 "Via Baltica" Helsinki-Praga.